# 勅使川原郁恵
勅使川原 郁恵（てしがわら いくえ、1978年10月27日-）は、日本の元ショートトラックスピードスケート選手。マネジメント契約先はスポーツビズ。

## 略歴
愛知女子高等学校、中京大学卒業。中学2年でショートトラック全日本選手権で総合優勝を果たし、高校1年から5連覇を達成。また、1996年の世界ショートトラックジュニア選手権においては、日本人としては唯一、総合優勝を果たしている。冬季オリンピックは長野、ソルトレーク、トリノの3大会に出場し、長野では500m6位、1000m5位、3000mリレー4位、ソルトレークでは1000m17位、3000mリレー4位、トリノでは1500m17位に終わり、メダル獲得はならなかった。トリノオリンピックを最後に現役を引退。

### 引退後
引退後はスポーツキャスターとなった。2006年9月18日から12月1日、NHKハイビジョンテレビ及びBS2の『街道てくてく旅〜中山道完全踏破』で、京都三条大橋から東京日本橋まで530キロを歩き通した。これが評価され、2007年にはウオーキング親善大使に選ばれた。2011年10月2日、群馬県高崎市出身で東京都内在住の36歳の会社員と結婚式を挙げた。2012年に第一子（長男）、2015年に第二子（次男）を出産した。

### スポーツキャスター・バラエティ番組など
- 街道てくてく旅〜中山道完全踏破〜（2006年9月18日〜12月1日、NHK）
- 街道てくてく旅〜甲州街道完全踏破〜（2007年4月23日〜5月25日、NHK）
- ジャンクSPORTS（フジテレビ系列）
- KUNOICHI（2006年9月20日、TBS）
- 中居正広のイケてるアスリート決定戦2006（2006年12月24日、日本テレビ）
- 大笑点（2007年1月1日、日本テレビ）
- めざましテレビ・めざまし地球紀行〜カナダ横断列車の旅（2007年2月8日〜3月1日、フジテレビ）
- 日本海から太平洋へ!～日本横断自転車の旅～（2010年7月2日=前編、9日=後編　NHK名古屋放送局=金とく　同8月21日　NHK衛星第2テレビジョン=前後編を1本の番組としてまとめて全国向け放送にしたもの）
- 女傑の導き（2011年4月27日、BS11）
- サラリーマンNEO（2011年7月12日、NHK） - テレビサラリーマン体操ゲスト
- 自転車つれづれ旅日和（2011年11月8日、BS-TBS）
- サンデーモーニング（2018年2月18日、TBS)

### その他
- 「ウオーキング親善大使」（社団法人日本ウオーキング協会・2007年3月）
- 「津ふるさと元気大使」（三重県津市・2007年11月）

※現役時代に津市を本拠とする企業グループ「赤塚グループ」に所属していたことによる。
- 「飛騨・美濃観光大使」（岐阜県・2008年11月）